# 无瓣蔊菜
无瓣蔊菜（学名：Rorippa dubia）又名小葶苈、塘葛菜、蔊菜、野油菜、江剪刀草、干油菜、野菜子、清明菜，为十字花科蔊菜属下的一个种。

## 形态
无瓣蔊菜花无瓣，长角果细而直,种子每室1行。

## 分类
无瓣蔊菜的分类存在一些争议。因与印度蔊菜在形态上较为接近，常造成二者难以辨别。曾经一些学者认为无瓣蔊菜是印度蔊菜的不同变异式样或一个变种。

## 扩展阅读
- 維基物種上的相關：无瓣蔊菜